# Carlos del Toro
Carlos del Toro (n. La Habana, 1961) es un militar y emprendedor estadounidense que desempeñó como 78.º secretario de la Armada desde el 7 de agosto de 2021 hasta el 20 de enero de 2025.

## Biografía
Nacido en La Habana (Cuba), emigró a EE. UU. junto a su familia. Cursó sus estudios en la Academia Naval de los Estados Unidos y se graduó de ingeniero aeroespacial. Estuvo en la guerra del golfo Pérsico y fue comandante del destructor USS Bulkeley. En 2021 (el 7 de agosto) fue designado secretario de la Armada hasta el 20 de enero de 2025.